# Manuela d'Ávila
Manuela Pinto Vieira d'Ávila (Porto Alegre, 18 de agosto de 1981) es una periodista y política brasileña, afiliada al Partido Comunista de Brasil (PCdoB). Fue diputada federal por Río Grande del Sur entre los años 2007 y 2015. En 2013, fue líder de su partido en la Cámara de los Diputados. Ejerce actualmente el mandato de diputada provincial en su estado.
Nacida en Porto Alegre, comenzó su carrera política en el movimiento estudiantil y después ingresó en la política partidaria. Fue la concejala más joven de la historia de Porto Alegre, electa en 2004. Fue elegida diputada federal en 2006 y reelecta en 2010, alcanzando un máximo histórico de votos.
Se postuló para la intendencia de Porto Alegre en dos oportunidades. En su primera postulación, en 2008, quedó en tercer lugar. En el segundo intento, en 2012, quedó en segundo lugar, siendo derrotada en la primera vuelta por José Fortunati. En 2014, fue elegida diputada provincial con el mayor porcentaje de votos para el cargo en esas elecciones.

## Primeros años, educación y política estudiantil
Manuela Pinto Vieira d'Ávila nació en Porto Alegre el 18 de agosto de 1981. Es hija de la jueza Ana Lúcia y del ingeniero Alfredo d'Ávila. Manuela tiene cuatro hermanos: Luciana, Carolina, Mariana y Fernando. Debido al cargo que su madre ocupaba, durante su infancia la familia se mudó un sinnúmero de veces. Durante este periodo, vivieron en las localidades de Estancia Vieja, São Lourenço del Sur, Pedro Osório y Río Grande, volviendo para la capital cuando Manuela tenía catorce años de edad.
Se formó en periodismo en la Pontificia Universidad Católica del Río Grande del Sur. Sin haber terminado, también cursó Ciencias Sociales en la Universidad Federal del Río Grande del Sur. Se unió al movimiento estudantil en 1999 y en ese mismo año se afilió a la Unión de la Juventud Socialista (UJS), brazo del Partido Comunista de Brasil, partido al cual se afilió en el año de 2001. De 2001 a 2003 integró la dirección nacional de la UJS y la vicepresidencia Sur de la Unión Nacional de los Estudiantes (UNE).

## Carrera política

### Concejal
En las elecciones municipales de 2004, fue elegida concejal de Porto Alegre con 9.498 votos, el 1,19% de los votos válidos, convirtiéndose en la concejala más joven de la historia del municipio. Como concejala, presentó el proyecto de ley 9.989/06, sobre el descuento del 50% para estudiantes, pauta defendida en campaña y plataforma de la Unión Nacional de los Estudiantes. La ley asegura a los estudiantes matriculados en algunos establecimientos de enseñanza regular y a los jóvenes con hasta quince años el derecho a recibir un descuento del 50% del valor del ingreso en actividades culturales, deportivas y en cines.

### Diputada federal

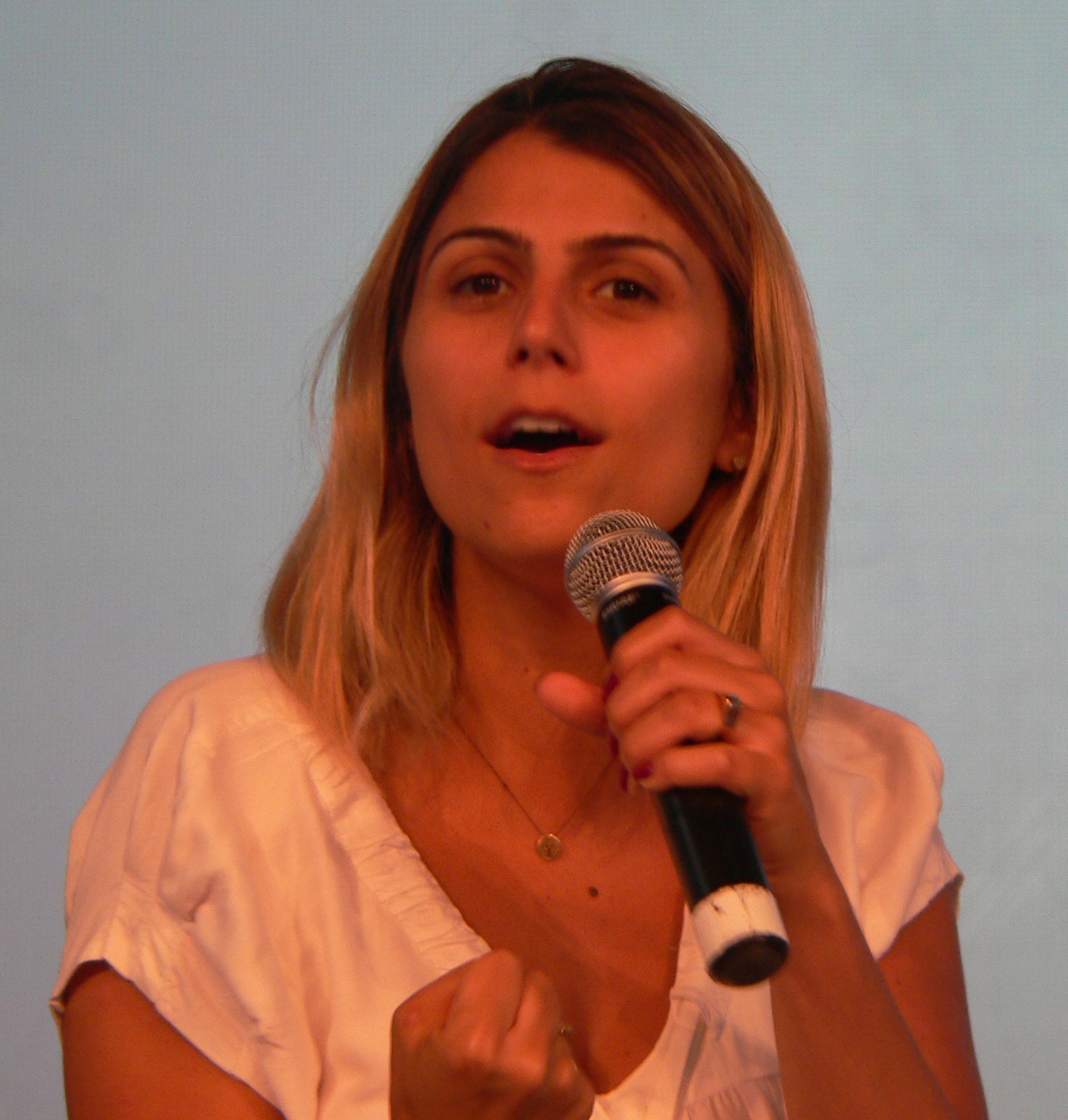
Manuela en la 6.ª edición de la Campus Party Brasil en 2012.

En las elecciones provinciales en 2006, fue lanzada como candidata a diputada federal por el PCdoB de Río Grande del Sur. Fue elegida con 271.939 votos, siendo la candidata a diputada más votada del estado en las elecciones de aquel año. Uno de sus proyectos como diputada fue un substitutivo, presentado en conjunto con el diputado Átila Lira (PSB-PI), que reglamentó las pasantías en la enseñanza superior y técnica. Según Manuela, la actualización de la ley sobre pasantías era necesaria, principalmente en lo que se refiere a la idoneidad de las propuestas pedagógicas de universidades elaboradas en la última década. La legislación anterior (Ley 6.494/77) había sido elaborada antes de la Constitución de 1988.
En 2010, fue candidata nuevamente para el cargo de diputada federal, consiguiendo 482.590 votos, el 8,06% de los votos válidos. Esta fue la mayor votación en el Río Grande del Sur y una de las mayores de Brasil. Su desempeño ayudó a obtener otros tres escaños de aliados: Assis Melo (PCdoB), José Luiz Stedile (PSB) y Alexandre Roso (PSB), que obtuvieron menos de cincuenta mil votos cada uno.

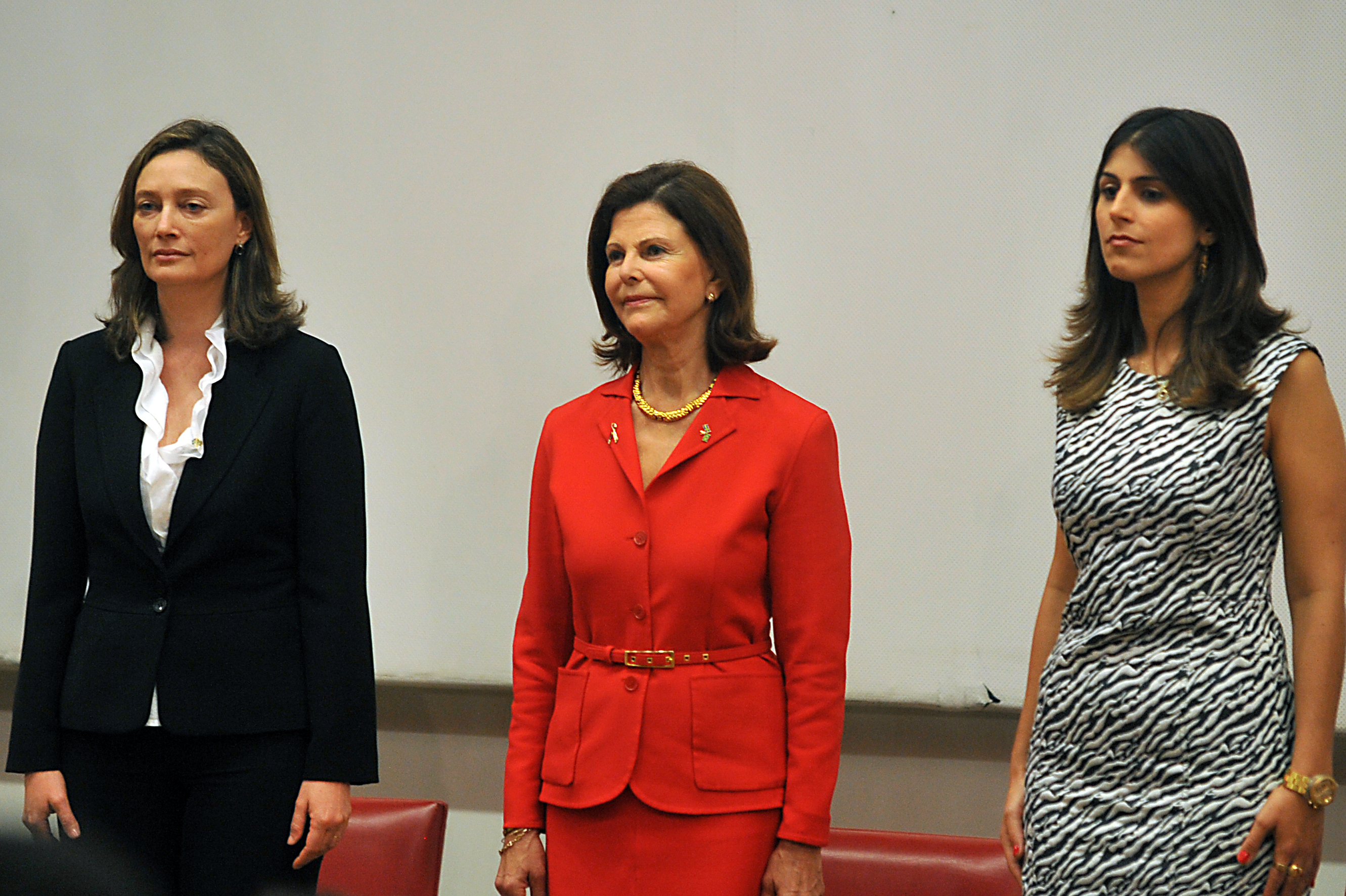
De izquierda a derecha: Maria del Rosário Nunes (entonces Ministra de Derechos Humanos), Sílvia de Suecia y Manuela d`Ávila en Brasilia.

En noviembre de 2010, le fue ofrecido el Ministerio de Deportes en el primer gobierno de Dilma Rousseff. Sin embargo, el presidente del PCdoB, Renato Rabelo, declaró que Manuela debería ser candidata en las elecciones de 2012, y que siendo ministra quedaría ocupada con la Copa del Mundo y las Olimpíadas.
En 2011, escribió el Estatuto de la Juventud, legislación que garantiza derechos y deberes a los jóvenes Brasileños.  En el estatuto, fueron incluidos asuntos considerados polémicos, como la igualdad en la orientación sexual. El estatuto fue aprobado en la Cámara de los Diputados el 5 de octubre de 2011, y en el Senado Federal el 15 de febrero de 2012.
Durante el año de 2011, presidió la Comisión de Derechos Humanos y Minorías de la Cámara de los Diputados. En este cargo, pidió la salida del diputado Jair Bolsonaro de la comisión, siendo apoyada por la ministra de los Derechos Humanos, Maria del Rosário. En 2013, fue escogida como la líder de su partido en la Cámara de los Diputados.
En 2013, fue incluida, por quinto año consecutivo, al Premio Congreso en Foco. Por el segundo año, fue destaque en la categoría "parlamentaria del futuro", formada por los parlamentarios con menos de 45 años que mejor representan la población en el Congreso. Fue elegida como una de las cien parlamentarias más influyentes del congreso, también conocidos como "cabezas del congreso", por el DIAP y figuró entre los treinta personas más influyentes por la revista Veja y como uno de las cien brasileños más influyentes por la revista Época en 2011.

### Elección municipal de 2008
En 2008, disputó su primera elección mayoritaria. En aquel año, fue candidata a la intendencia de Porto Alegre por la coalición "Porto Alegre es Más", formada por siete partidos. El candidato a vicealcalde fue Berfran Rosado, diputado provincial por el Partido Popular Socialista (PPS). Manuela obtuvo 121.232 votos, el 15,35% de los votos válidos. En contra de las encuestas que la ponían en segundo lugar, terminó siendo superada por Maria del Rosário Nunes (PT). Los últimos días de la campaña de la segundo vuelta, declaró su apoyo a la candidata del PT, que fue derrotada por José Fogaça (PMDB).

### Elección municipal de 2012

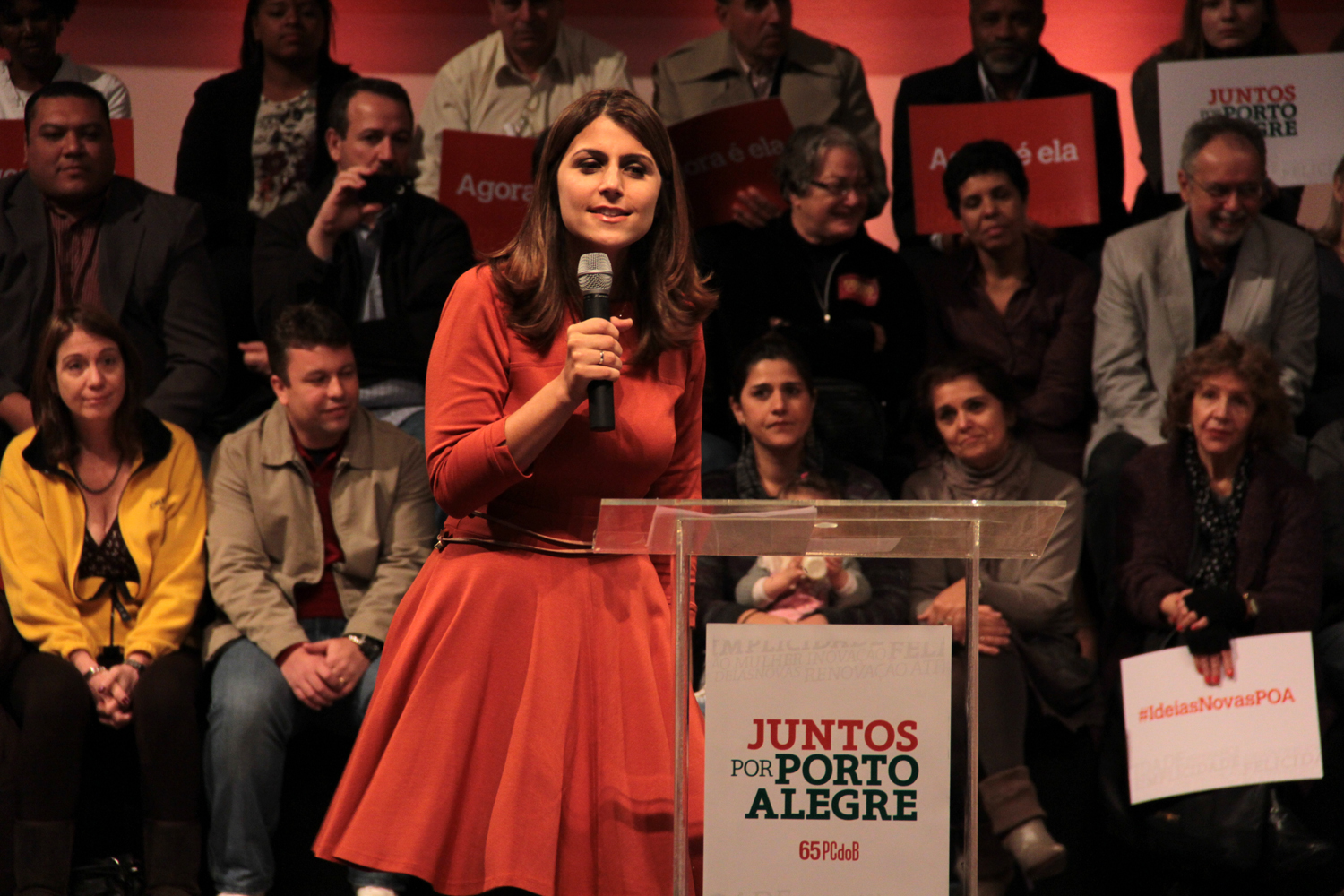
Manuela en la Convención del PCdoB de Porto Alegre en 2012.

En 23 de junio de 2012, oficializó su candidatura a la intendencia de Porto Alegre para las elecciones de aquel año. La coalición "Juntos por Porto Alegre" fue compuesta por cinco partidos, que le garantizó la tercera mayor cantidad de minutos en publicidad electoral obligatoria.  El candidato a vicealcalde fue el concejal Nelcir Tessaro, del Partido Social Democrático (PSD).
En las primeras encuestas electorales divulgadas, llegó a quedar en primer lugar en las divulgadas por Ibope, y tenía una pequeña diferencia en relación con quien se encontraba en primer lugar, José Fortunati, en las demás encuestas. A mediados de septiembre, Fortunati consiguió una ventaja significativa en relación con la candidata. En las encuestas realizadas en el inicio de octubre hasta el día de la elección, Fortunati tenía más de la mitad de las intenciones de votos según todas las encuestadoras.
En 7 de octubre, fecha de la realización del primer turno, recibió 141.073 votos (17,76% de los votos válidos). Fortunati fue reelegido con una mayoría histórica del 65,22% de los votos válidos. En una conferencia de prensa concedida en la noche de la elección, declaró: "El pueblo hizo la elección correcta. La población escogió el proyecto que juzgó correcto y que el [Fortunati] representa. Estoy orgullosa de participar por quinta vez en una disputa electoral".

### Diputada provincial

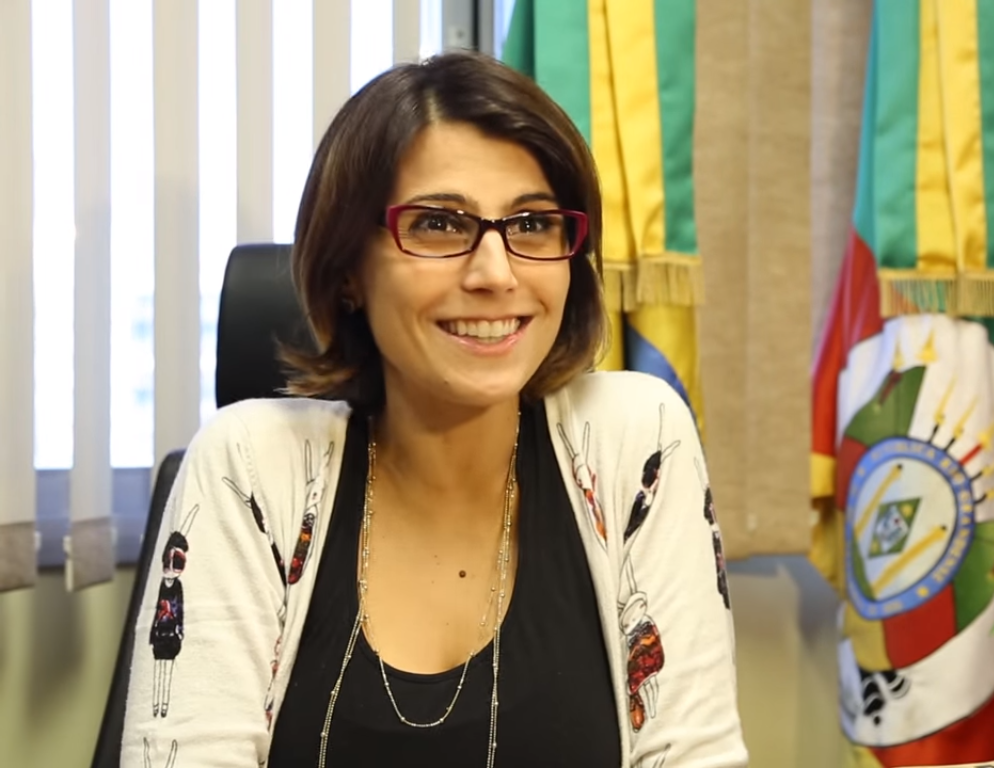
Manuela durante una entrevista en mayo de 2015.

E 16 de septiembre de 2013, anunció que no sería candidata para la reelección por un tercer mandato como diputada federal en las elecciones de 2014. En vez de eso, se presentó como candidata a diputada provincial. En su cuenta en el Twitter, declaró: "La situación de Río Grande exige atención y estoy dispuesta a dar mi contribución. Creo que la política debe ser un espacio de renovación, y que mi Estado y mi ciudad - Porto Alegre - podrán contar aún más conmigo si estoy más cerca de lo que estoy hoy. Yo estaré feliz militando físicamente más cerca de la población y de los movimientos sociales".
Fue elegida para el cargo con el mayor porcentaje de aquella elección, totalizando 222.436 votos (3,64% de los votos válidos). En consonancia con ella, "la elección para diputada provincial tiene un número gigantesco de candidatos. Siempre que concurso es una re-evaluación de mí trabajo, tengo diez años de mandato, pero hay muchos candidatos nuevos, muchos factores. Entonces, ser nuevamente la persona más votada es motivo de compromiso y orgullo, porque es la consolidación de un trabajo y de sucesivas evaluaciones de mis mandatos."
Al tomar posesión para la 54.ª Legislatura de la Asamblea Legislativa de Río Grande del Sur, el 1 de febrero de 2015, pasó a integrar seis comisiones: Constitución y Justicia; Ciudadanía y Derechos Humanos; Asuntos Municipales; Seguridad y Servicios Públicos; Comisión Mixta Permanente de Participación Legislativa Popular; y Mixta Permanente del Mercosur y Asuntos Internacionales.
El 18 de febrero de 2016, anunció que no sería candidata a la intendencia de Porto Alegre en las elecciones de 2016. Como justificación principal de su decisión, afirmó que deseaba cuidar de su hija Laura, que en ese momento tenía cinco meses de edad. La diputada afirmó que "no servía luchar por el desarrollo de nuestros bebés y no hacer valer mi lucha para mi propia hija!." Antes de su decisión, era considerada una de las candidatas favoritas para el ayuntamiento de la capital gaúcha en 2016. En una investigación del Correo del Pueblo realizada en diciembre de 2015, Manuela lideraba la disputa electoral con 25,3% de las intenciones de votos, bastante por arriba de Luciana Genro, quien ocupaba la segunda posición, con el 12,2%.

## Vida personal

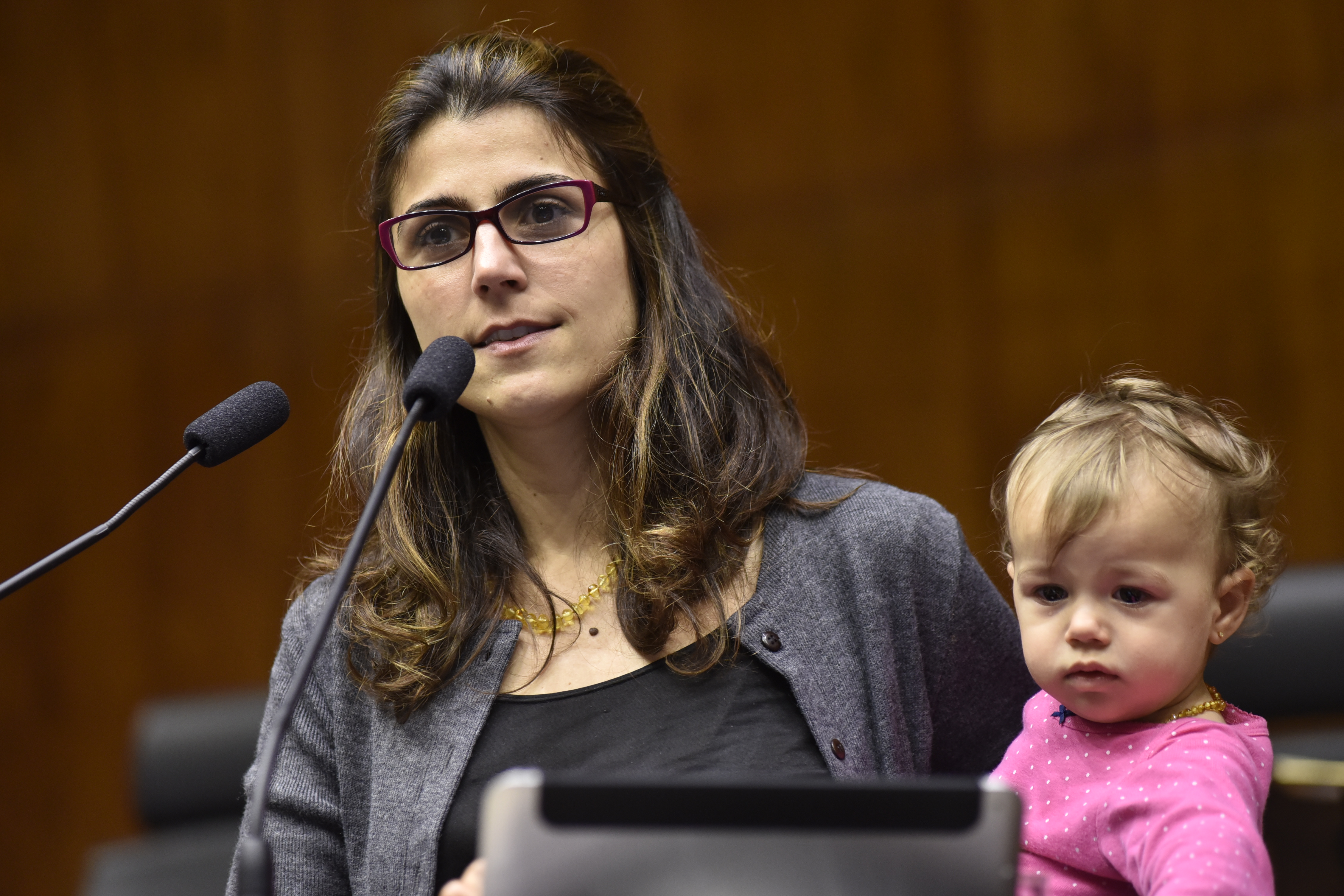
Manuela con su hija Laura en un discurso de la Asamblea Legislativa, en octubre de 2016.

Entre febrero de 2008 y enero de 2010, estuvo de novia con el exministro de la justicia de Brasil, José Eduardo Cardozo. En junio de 2012, durante una entrevista a Agora É Tarde, declaró que la decisión de dar a conocer su relación con el entonces diputado fue "la decisión más corajuda que tomó en la vida mientras era parlamentaria".
Se encuentra casada con el músico Duca Leindecker. El 25 de febrero de 2015, anunció, en su página personal de Facebook, que esperaba un hijo de Duca. Su primera hija nació el 27 de agosto de 2015 y recibió el nombre Laura.